# Ян Вермер
Ян (Йоанніс, Йоганнес) Вермее́р, Вермеер Делфтський (нід. Jan Vermeer van Delft, дата хрещення 31 жовтня 1632, Делфт, Республіка Об’єднаних провінцій — 15 грудня 1675, Делфт, Республіка Об’єднаних провінцій) — нідерландський художник, майстер побутового живопису й жанрового портрета. Упродовж багатьох століть після своєї смерті залишався невідомим у колі мистецтвознавців та поціновувачів живопису. Вермер та його роботи були знову відкриті лише в 1866 році, коли французький дослідник живопису Теофіл Торе (Бюргер) опублікував про нього монографію. Відтоді було автентифіковано 40 картин. Однак згідно з останніми дослідженнями лише 35 картин офіційно віднесені до його авторства. Результати стали відомими завдяки роботі Інституту історії мистецтва Нідерландів (RKD).
«Дельфтський сфінкс», «Колібрі серед горобців», як Вермера називав Торе, здобув славу завдяки картинам побутового жанру. У цьому він вважається одним із неперевершених майстрів нарівні з Пітером Брейгелем Старшим та Яном Стеном. На відміну від цих художників, які отримували замовлення від представників церкви, Вермер писав картини як для власного задоволення, так і для підприємців та заможних містян. Від інших він виділявся вмінням створювати суміші фарб, що викликали ефект «порцелянової блискучості».
Хоча художник і досі залишається не до кінця дослідженим, суспільство знайоме з ним та його роботами не тільки за картинами. Досить відомими є книга, фільм і п'єса «Дівчина з перловою сережкою»; на честь художника названо сорт голландського сиру Vermeer (компанія Royal FrieslandCampina), астероїд 4928 Вермер та багато іншого.

## Життєпис

### Родинні зв'язки

#### Дід і бабуся
У XVII столітті місто Делфт було економічно добре розвиненим завдяки мануфактурі порцелянового посуду, ательє з плетіння гобеленів та пивоварень. Йоганнес народився в достатньо заможній сім'ї за тогочасними мірками завдяки тим статкам, що їх заощадили батьки та прабатьки. Його дідусем був Ян Реєрсзон (нід. Jan Reyersz., ? — 1597), а бабусею — Корнелія (Нелтґе) Ґоріс (нід. Cornelia (Neeltge) Goris, бл. 1567—1627). До шлюбу Корнелія займалася перепродажем речей, що залишилися від померлих господарів. Досить часто їй доводилося знаходити покупців на картини різноманітних художників, що з часом призвело до виникнення інтересу до живопису, яке згодом з нею розділив і майбутній чоловік — Ян. Основною справою, якою займалося подружжя після шлюбу, було ткацтво. Ця діяльність допомогла їм покращити сімейний стан і з часом придбати будинок у престижному районі, де ціни стартували від 20 тисяч гульденів. Таку нерухомість здебільшого купували збагачені на інвестиціях в Ост та Вест-Індійські компанії. В одному з таких будинків, що мав назву Нассау, на площі Бестенмаркт південніше Нової церкви вони й мешкали.
У шлюбі подружжя мало трьох дітей: двох синів Рейнір Янсон (нід. Reynier Jansz., бл. 1591—1652) та Антоні Янсон (нід. Anthony Jansz., ? — бл. 1692) й доньку Мартґе Янс (нід. Maertge Jans, 1594—1661). 1597 року помер Реєрсзон і Корнелія залишилася з трьома дітьми. Того ж року вона одружилася з Класом Корстіансоном ван дер Мінне (нід. Claes Corstiaensz van der Minne, бл. 1548—1618). Він був власником таверни й професійним музикантом та проживав на площі Бестенмаркт. Його батько був перукарем і співаком-музикантом, який прибув до Делфту приблизно в 1553 році. Батьком Дігнюм Балтазар (майбутньої дружини Рейніра Янсона) був Балтазар Ґеррітс (нід. Balthasar Gerrits, бл. 1573 — бл. 1630). Він жив в Антверпені й був експертом з металообробки та виготовлення монет. Після захоплення міста іспанцями його родина перебралася до Амстердаму.

#### Батько й матір
Вермер був другою дитиною та єдиним сином Рейніра Янсона та його дружини Дігнюм Балтазар або Дігни Балтенс (нід. Dignum Balthazars / нід. Digna Baltens, бл. 1595—1670). 1611 року Рейнір поїхав до Амстердама, щоб навчатись шовківництву, а саме техніці «каффа» (шовкова тканина з набивними або тканинними малюнками зі шовкової основи та полотняним утіком). Дослідники припускають, що майбутня прихильність Йоганнеса до цього матеріалу могла бути пов'язана з пам'яттю дитинства. Після закінчення навчання в 1615 році Рейнір одружився з Дігнум в Амстердамі. Церемонію проводив відомий кальвіністський богослов Якобус Трігланд. Таким чином, батьки Вермера були протестантами-реформаторами кальвіністської конфесії. Ближче до 1620 року Реньє з нез'ясованих обставин змінив прізвище на Вос (нід. Vos — лисиця), оскільки, відкривши готель, він дав йому назву «Летюча Лисиця» (нід. De Vliegende Vos). У березні 1620 року його родина поповнилася дівчинкою, яку назвали — Ґертра (нід. Gertruy). Приблизно 1640 року Реньє почав використовувати прізвище Вермер замість Вос. Обставини зміни залишаються нез'ясованими, але достеменно відомо, що його дядько Антоні Янсон змінив своє прізвище на Вермер ще в 1624 році.

### Народження та ім'я
Дата народження майбутнього художника залишається невідомою. (за деякими джерелами 1632 р.) Згідно з муніципальними відомостями дитина з'явилася на світ в будинку № 26 біля каналу Вольдерсграхт. Однак незалежний голландський історик мистецтва доктор Кес Кальденбах (нід. Kees Kaldenbach) під час останніх досліджень припустив, що Йоанніс народився у будинку № 25. 2003 року дослідник Віллем Аннема (нід. Willem Annema) за сприяння керівника делфтського архіву Ґерріта Верговена (нід. Gerrit Verhoeven) провів глибоке дослідження будинку народження Вермера. Про історію цього детального дослідження було повідомлено 25 жовтня 2003 року в місцевій газеті «Haagsche Courant, editie Delft» під заголовком «Na stamboom ook huizenonderzoek digitaal». З архівного документа від 1637 року відомо, що його батьки за тих часів орендували будинок у Пітера Корстіанса (нід. Pieter Corstiaens) біля каналу Вольдерсграхт. Плутанина з нумерацією будинків в цьому місці виникла, ймовірно, в 1620—1640 роках. В цей час відбувся ряд змін серед будинків з 23 по 27 номери. Деякі з них були об'єднані, а інші навпаки розділені. Лише надзвичайно детальні дослідження історії будівель, права власності на будинки та імена осіб, які мешкають у цих будинках, могли б дати точне місце народження Вермера.
Дитину звали саме Йоанніс, що було зафіксовано у записах Нової церкви. Ймовірно Йоанніс (нід. Joannis), було використано як варіант імені Ян, на честь дідуся. В ті часи ім'я Ян було найпоширенішим серед кальвіністської громади міста Делфт. Форма Йоанніс була латинізованою версією імені Ян, якій віддавали перевагу римо-католики та протестанти середнього класу. Дослідники припускають, що батьки обрали ім'я Йоанніс через те, що на момент його народження значно покращили свій матеріальний стан та наслідували тенденції тогочасної моди. Пастор Нової церкви Таурін, який, ймовірно, охрестив дитину, також називав себе Йоанніс. Сам художник за життя ніколи не вживав імені Ян. Цю форму у XIX столітті йому надали деякі голландські дослідники у своїх книгах. «Вермер» походить від «ван дер Мер», що означає «з моря». У Делфті за різних часів було багато Вермерів та ван дер Мерів, які працювали викладачами, лікарями та аптекарями. У XVII столітті також було відомо сім-вісім живописців Вермерів. Щоб виділити найпомітнішого з них голландські вчені почали використовувати ім'я «Ян».

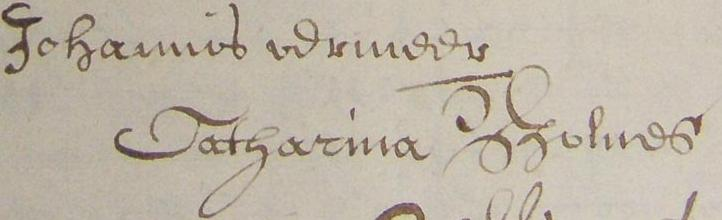
Підпис Вермера та його дружини (після одруження він почав здебільшого підписуватися Йоганнес, а не Йоанніс).

Вже дорослим художник переважно підписував документи формою «Йоанніс Вермер» опускаючи по батькові Рейнірсон. Іноді в документах нотаріуси та чиновники записували його, як «Йоганнес ван дер Мер» (нід. Johannes van der Meer), хоча він виступав проти такої передачі. 1667 року, ставши свідком, що в юридичному документі його записують, як «Йоганнес ван дер Мер», художник підписався власноруч — «Йоганнес Вермер». Після одруження почав здебільшого підписуватися Йоганнес, а не Йоанніс. Серед україномовних вчених інколи трапляється практика передачі прізвища художника як Вермеєр (доктор філологічних наук Штейнбук Ф. М., доктор філософських наук Закович М. М., кандидат філологічних наук Жлуктенко Н. Ю., Руденко І. В. та інші). Відомо, що псевдонім Ян Вермер ван Делфт він отримав лише наприкінці життя. Ймовірно це було викликано необхідністю уникнути ототожнення з родиною художників Яна Вермера Старшого та Яна Вермера Молодшого, які проживали неподалік Амстердама у місті Гарлем.

### Освіта

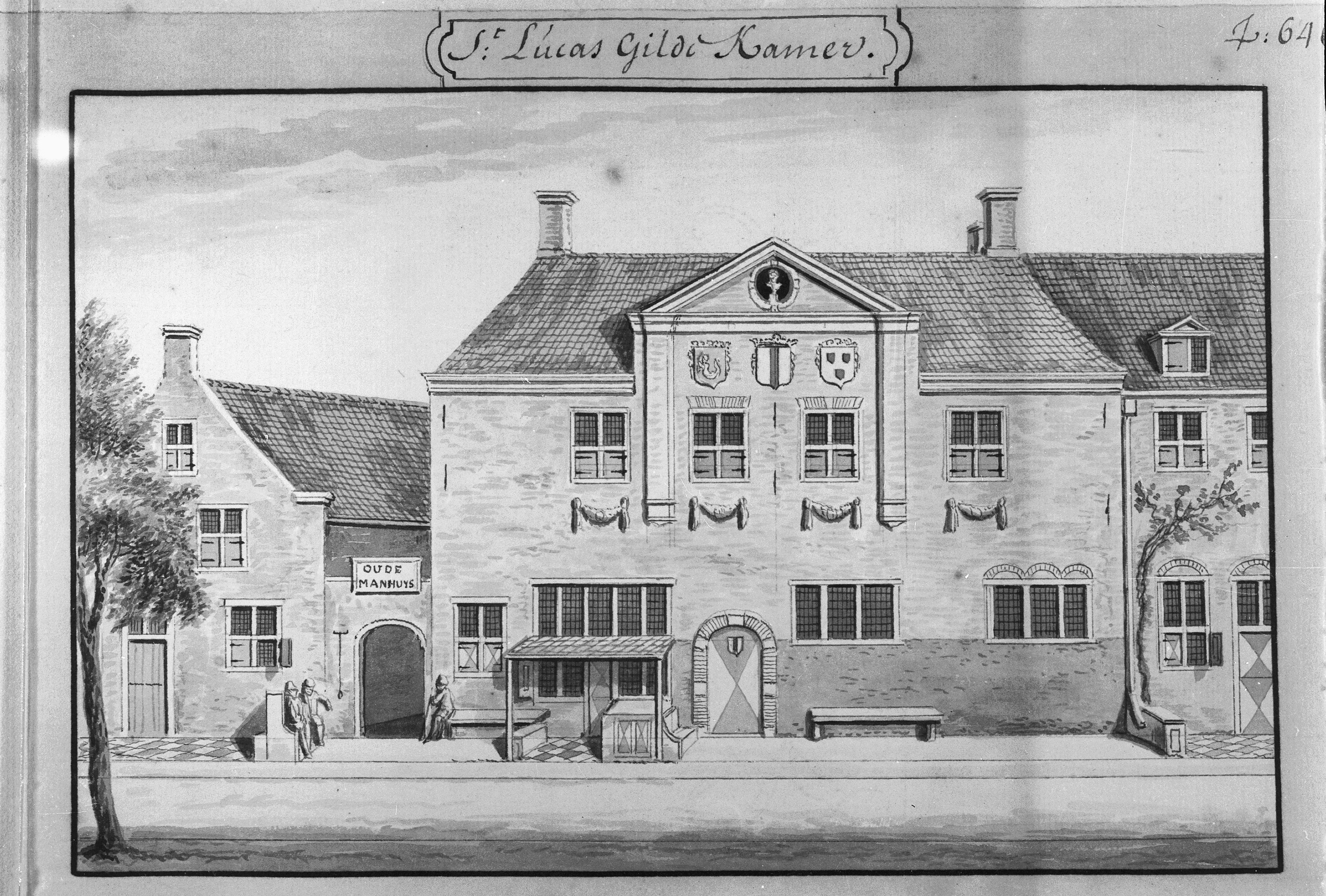
Будівля гільдії Святого Луки в місті Делфт.

Про роки учнівства Вермера не збереглося певної інформації. Відомо, що 29 грудня 1653 року його було прийнято до гільдії Святого Луки — впливової організації, яка регулювала торговельні відносини живописців, ремісників та торговців. За її правилами всі художники, а отже й Вермер, повинні були пройти певний період навчання у майстра-художника, який входив до гільдії. Під час цього учень, як правило, підліток ретельно вивчав мистецтво та ремесло живопису. Лише після прийняття до гільдії художнику дозволялося підписувати й продавати власні картини, а також картини інших живописців. Лише членство надавало право брати собі учнів. Під час вступу Вермер, найімовірніше, представив членам комісії так звану картину-шедевр, щоб довести свою майстерність. Цікавою деталлю є те, що він заплатив вступний внесок в шість гульденів. За правилами гільдії ті, чиї батьки були її членами та два роки навчалися у визнаного майстра з членів гільдії повинні були сплатити при вступі лише три гульдени. Таким чином, сплата шести гульденів дозволяє говорити про те, що він навчався за межами Делфта й не у представника делфтської гільдії Святого Луки. Оскільки немає відомостей про наставників, дослідник Вермера Джон Майкл Монтіас припустив, що молодий художник міг навчатися в Утрехті чи Амстердамі, де свого часу навчався його батько. Певний час Монтіас вважав можливим наставником Вермера Абрагама Блумарта, який своєю чергою мав родинні зв'язки з Марією Тінс. Остання в майбутньому стане тещею Вермера. Однак проти цієї версії говорить той факт, що Блумарт помер за три роки до того, як Вермер був прийнятий до гільдії. Свого часу один з учнів Рембрандта Карел Фабріціус вважався одним із головних кандидатів у наставники Вермера. Це припущення базувалося на вірші делфтського друкаря Арнольда Бона (нід. Arnold Bon), в якому він описує Вермера як «послідовника Фабріціуса». Однак стилі художників відрізняються, а з часом виявилося, що власне Фабріціус, ймовірно, приєднався до дельфтської гільдії Святого Луки за рік до самого Вермера. Наступним потенційним вчителем Вермера вважався Леонард Брамер. Окрім того, що він був одним з найшанованіших художників в Делфті й другом сім'ї Вермерів (був свідком з боку Йоанніса при укладанні шлюбу з Катаріною Болнес). Однак у записах гільдії немає жодних згадок про їхню співпрацю, а своєрідний італійський стиль Брамера мало пов'язаний з картинами Вермера. Разом з тим слід пам'ятати, що в ті часи не всі майстри залишали значний вплив на живопис своїх учнів. Як зазначав американський дослідник голландського та фламандського живопису Вальтер Лідтке , тяга Вермера до живопису відкрилася не під час навчання у наставника, а завдяки батькові, який торгував предметами мистецтва.

### Одруження та сім'я

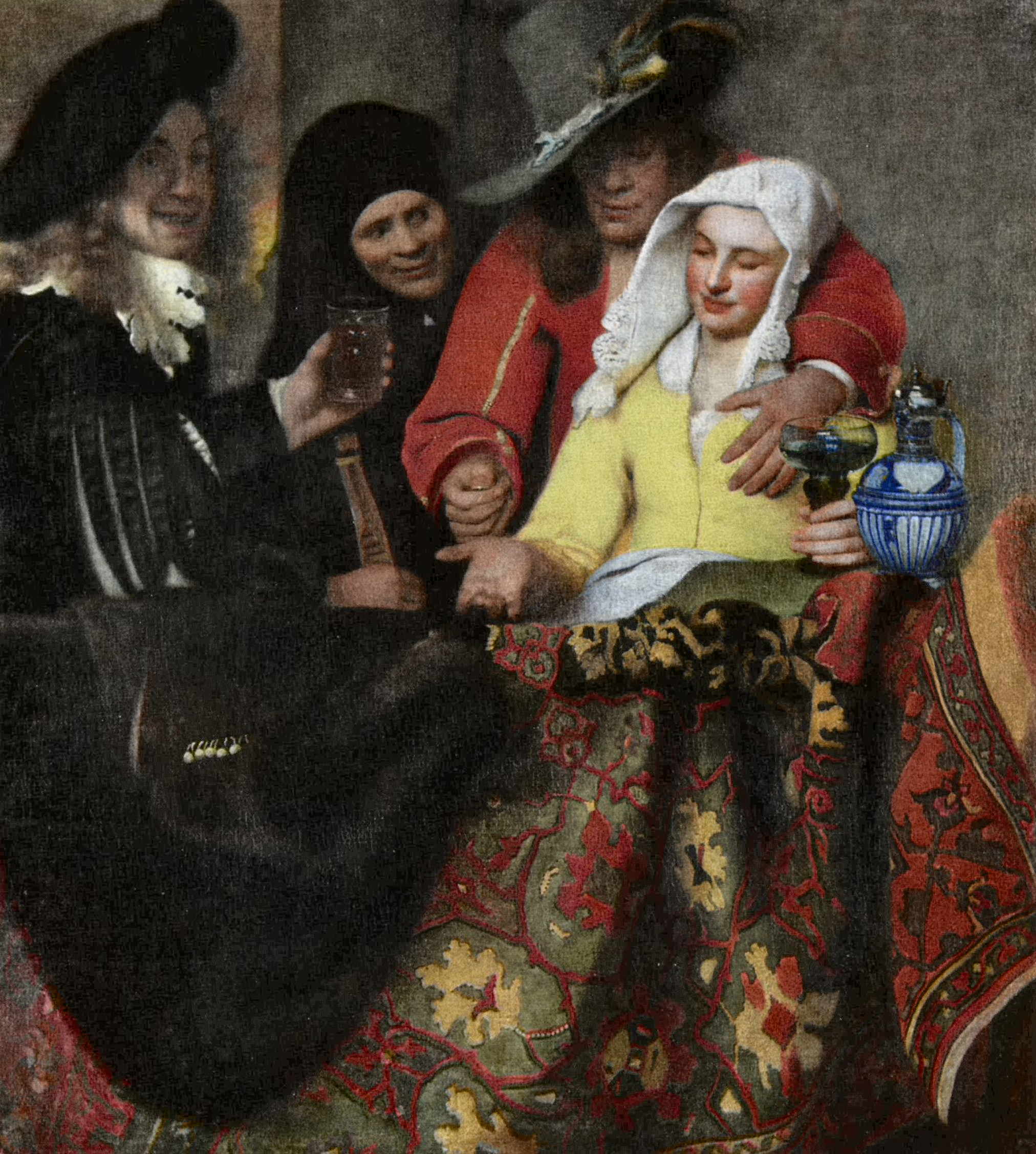
Серед дослідників певний час існувала гіпотеза, що на картині «У звідниці» Вермер зобразив себе та дружину.

Шлюбу Вермера передували обставини, які ставили під загрозу взагалі проведення церемонії. Його обраницею була Катаріна Болнес (нід. Catharina Bolnes), яка походила із заможної родини з Гауди. Її батько Рейнір Болнес (нід. Reynier Bolnes, 1591—1674) був власником цегельної справи, а мати, Марія Тінс, (близько 1593—1680) була домогосподаркою. Родина вирізнялася набожністю й Катаріна разом з іншими дітьми виховувалася католичкою. Натомість Вермера виховували як протестанта. Сьогодні вчені схильні стверджувати, що після одруження він прийняв католицизм або, принаймні, не заперечував, щоб дружина виховувала дітей католиками. Ймовірно, що навернення Вермера було неминучим. У ті часи Тридентський собор ухвалив подружні союзи між католиками та іновірцями — недійсними. Таким чином, шлюб між католичкою Катаріною та протестантом Вермером не був би прийнятий католицькою церквою як подружній союз. Щоб підкреслити принциповість католицької церкви, слід привести слова апостольського вікарія у Нідерландах Філіппа Ровеніуса, який писав у 1648 році, що шлюб між католиками й невірними можна прирівняти до «договору з дияволом».
Увечері 4 квітня 1653 року відомий делфтський художник Леонард Брамер (римо-католик), морський капітан Бартоломей Меллінг (нід. Bartholomeus Melling, протестант) та делфтський нотаріус Йоганнес Ранк (нід. Johannes Ranck) запросили на зустріч Марію Тінс. Вони намагалися її переконати, що Вермер якнайкраще підходить для одруження з Катаріною. Разом з Марією була її сестра, що була присутня для підтримки. Прохачі вимагали аби мати Катаріни підписала документ, що дозволив би опублікувати шлюбні обітниці. Однак, вона відмовилася давати згоду на шлюб. Після тривалих перемовин, Марія, зрештою, погодилася з публікацією обітниць, проголосивши, що «не стане на заваді цьому, не даючи згоду на шлюб, але й не перешкоджаючи йому». Зранку 5 квітня нотаріус Ранк склав документ, що засвідчував слова Марії Тінс. Під документом підписалися не тільки вищезгадані особи, але й невідомий дослідникам Ґерріт ван Остен (нід. Gerrit van Oosten) та делфтський адвокат родини Вермерів — Віллем Рейєрсзон де Лангю. Безпосередньо шлюб Йоанніса та Катаріни був зафіксований у другому документі того ж дня. З невідомих обставин місцем шлюбу було зазначене малонаселене місто — Схіплейден (на той час Схіплюй). Таким чином, де факто Вермер приєднався до католицької церкви.

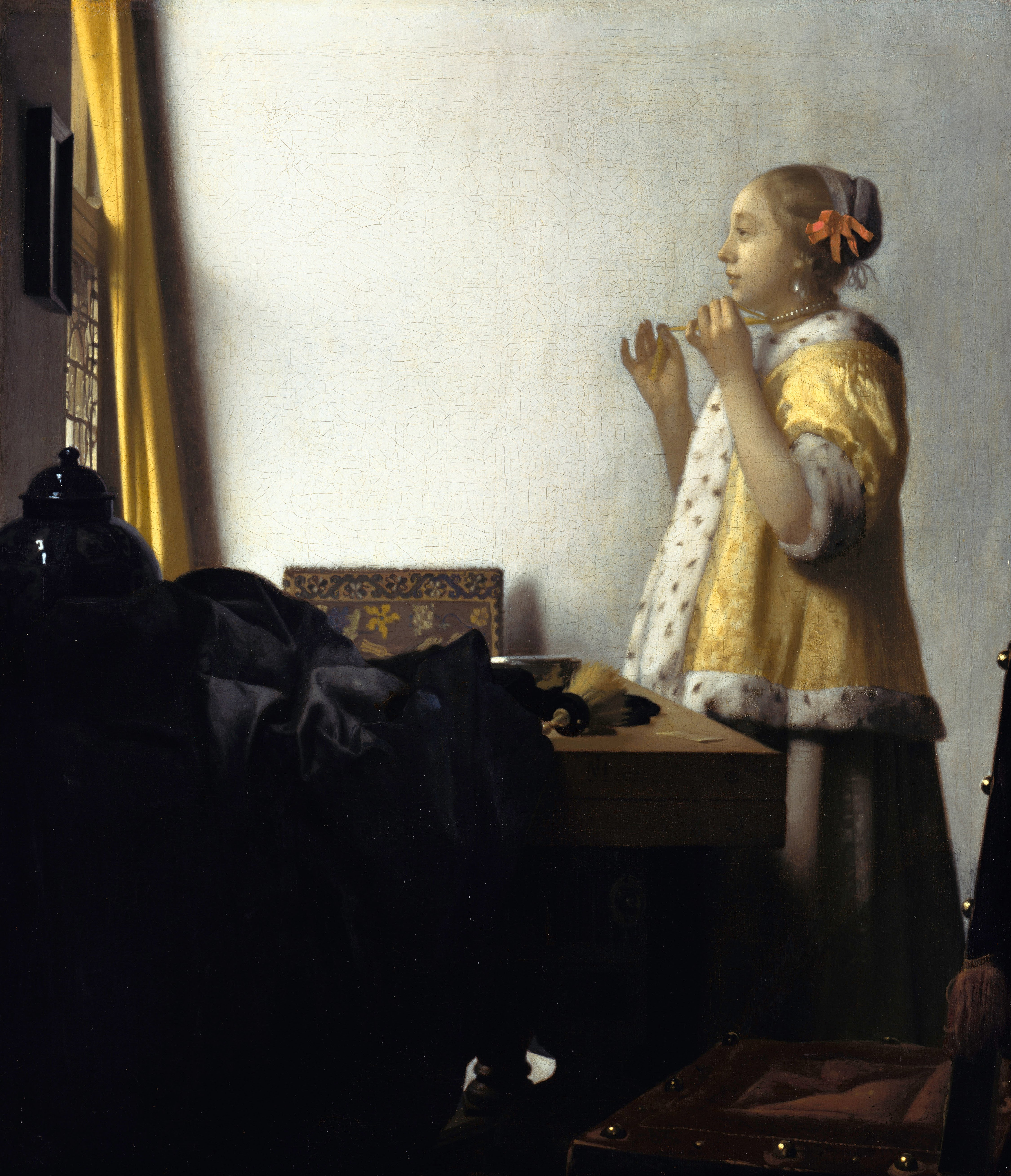
За іншою гіпотезою Вермер присвятив своїй дружині картину «Жінка з намистом із перлин».

Після одруження Вермер, ймовірно, дистанціювався від власної родини, що прослідковувалося у відмові назвати когось зі своїх дітей на честь матері чи батька, що було звичною практикою на той час як у протестантських, так і в католицьких сім'ях. Пара назвала свою першу дочку Марією на честь тещі Вермера Марії Тінс, а першого сина на честь співзасновника та покровителя ордену єзуїтів — Ігнатієм. Загалом у подружжя за 22 року спільного життя було 15 дітей, четверо з яких померли або при народженні або невдовзі після нього. Так чи інакше, на момент смерті Вермера було записано, що одинадцять дітей залишаються на утриманні Катаріни. В наш час відомо, що перша дитина була похована 27 грудня 1660 року, друга в грудні 1661 року, третя 10 липня 1667 року, а четверта 27 червня 1673 року. Останні троє дітей були поховані в усипальниці на території Старої церкви в Делфті, яку придбала Марія Тінс. Так чи інакше в той час дитяча смертність не була рідким явищем, але дослідники вважають, що на відміну від інших народів Європи голландці були найприв'язанішими до дітей. Смерть дітей вважалася фатальною трагедією й на безлічі картин намагалися зобразити дітей за будь-яких обставин та діяльності. Розрізнені відомості залишилися лише про 11 дітей:
- Марія Вермер (нід. Maria Vermeer, бл. 1654 — після 1713) — перша дитина подружжя Вермерів. Була названа на честь тещі художника. У 20 років стала дружиною торговця шовком з Делфту — Йоганнеса Ґіллісона Крамера (нід. Johannes Gilliszoon Cramer). Подружжя справило весілля в місті Схіплюй, де свого часу й батьки Марії. Деякі дослідники вважають, що Вермер присвятив своїй першій доньці картину «Дівчина з перловою сережкою»[18][32][33].
- Елізабет Вермер (нід. Elizabeth Vermeer, бл. 1657 — після 1713) — друга дитина. Деякі дослідники вважають, що Вермер присвятив їй картину «Дівчина, що читає лист біля відкритого вікна»[33].
- Корнелія Вермер (нід. Elizabeth Vermeer, 1661 — ?) — третя дитина в сім'ї (переношена вагітність[ru])[33].
- Беатрікс Вермер (нід. Beatrix Vermeer, 1662 — ?) — четверта дитина. Деякі дослідники вважають, що Вермер присвятив їй картину «Жінка з вагами»[en][33][18].
- Алейдіс Вермер (нід. Aleydis Vermeer, 1663—1749) — п'ята дитина. Деякі дослідники вважають, що Вермер присвятив їй картину «Жінка, що читає листа»[33][18].
- Йоганнес Вермер (нід. Johannes Vermeer, 1663/1664 — ?) — шоста дитина. Одружився з делфтською дівчиною — Марією Анною Франк (нід. Maria Anna Frank). Після весілля подружжя переїхало до Лейдену, де у них народилося п'ятеро дітей. Деякі дослідники вважають, що Вермер не тільки назвав його на свою честь, а й зобразив на картині «Краєвид Делфта»[33][18][34].
- Ґертрюй Вермер (нід. Gertruy Vermeer, 1665 — після 1713) — сьома дитина в сім'ї. Можливо, була названа на честь старшої сестри Вермера[33][18].
- Францискус Вермер (нід. Franciscus Vermeer, 1664/1666 — після 1708) — восьма дитина в сім'ї. Названий на честь співзасновника та покровителя ордену єзуїтів[33][18][34].
- Катаріна Вермер (нід. Catharina Vermeer, 1668 — після 1708) — дев'ята дитина в сім'ї. Ймовірно була названа на честь матері. Деякі дослідники вважають, що Вермер зобразив її на картині «Алегорія католицької віри»[33][18].
- Ігнатій Вермер (нід. Ignatius Vermeer, 1672 — після 1713) — десята дитина в сім'ї. Названий на честь співзасновника та покровителя ордену єзуїтів[33][34].
- В 1674 році у Вермерів з'явилася остання дитина, яка народилася в період з липня по вересень, а померла в 1680 році. Ім'я, стать та обставини смерті залишаються нез'ясованими[18][34].

### Зрілі роки та кінець життя
З часом Вермер з дружиною переїхали до будинку тещі, який розташовувався в районі, що мав назву «куток папістів» (нід. Papenhoek), бо знаходився поруч з орденом єзуїтів на площі Ауде Лангендейк (нід. Oude Langendijck). Вермер став повноправним майстром гільдії Святого Луки 29 грудня 1653 року. Його раннім прагненням було стати художником історичного живопису. Однак серед перших відомих нам робіт були лише масштабні міфологічні та релігійні картини. Надалі він взагалі почав писати жанрові сцени, пейзажі та алегорії. У рідному місті упродовж всього життя вважався поважним художником. Завдяки своєму авторитетові він був головою (нід. hoofdman) делфтської гільдії Святого Луки в 1662, 1663, 1670 та 1671 роках. Через те, що переважна більшість картин Вермера була зосереджена у місцевих колекціонерів та покровителів, творчість художника залишалася маловідомою за межами Делфта.

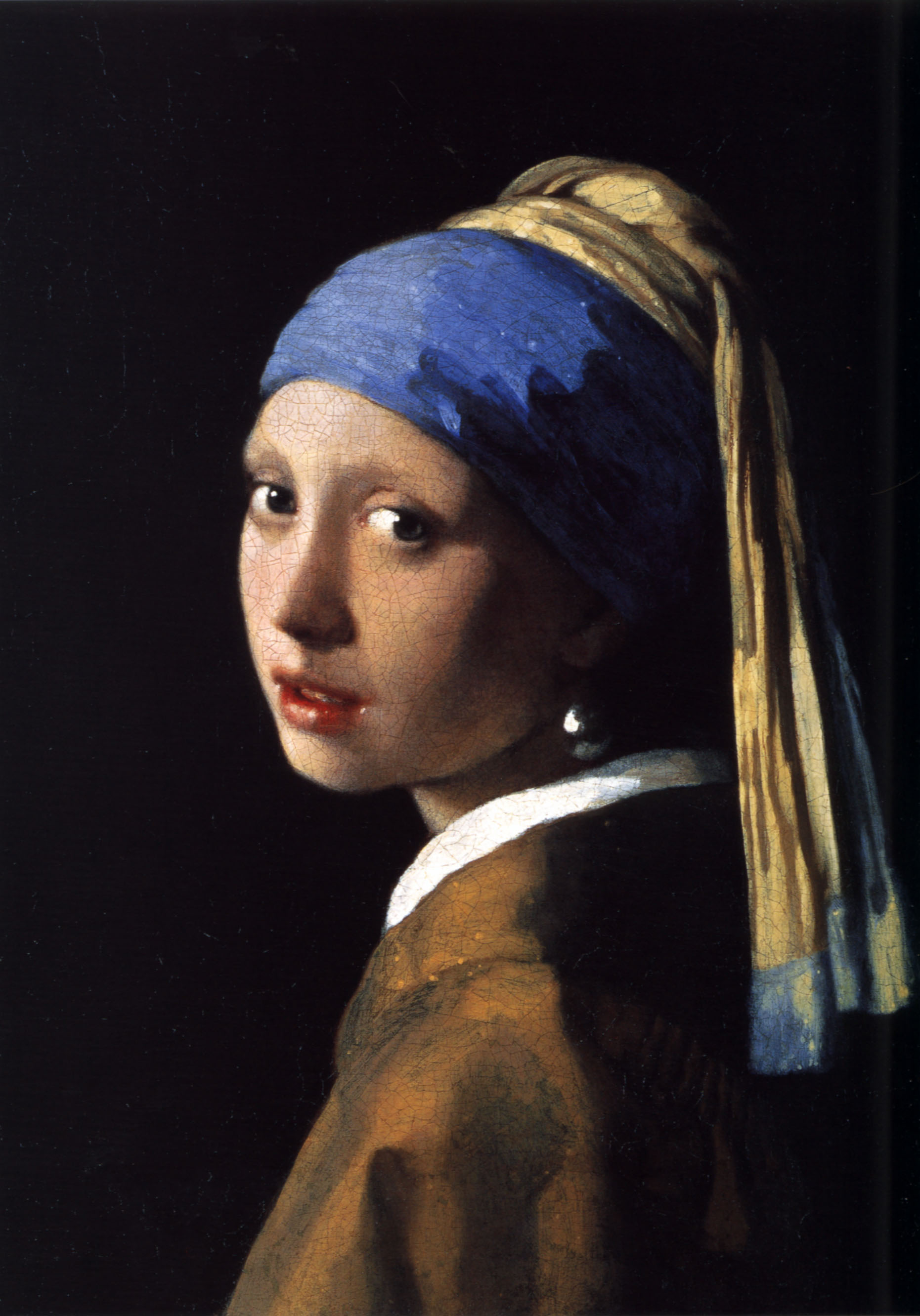
Одна з найвідоміших картин — «Дівчина з перловою сережкою» (1665—1667 роки).

Єдиною інформацією про зацікавленість до творчості Вермера з інших міст слугують відомості з Гааги. Влітку 1663 року поціновувач мистецтва Бальтазар де Монконіс (фр. Balthasar de Monconys), що проживав у Гаазі, відвідав майстерню Вермера. 1669 року Пітер Тедінг ван Беркгаут (нід. Pieter Teding van Berkhout) двічі приїздив з Гааги, щоб відвідати Вермера. Під час однієї з них він показав художнику декілька картин, щоб продемонструвати «найвизначніші та найцікавіші перспективи». Навесні 1672 року Вермер отримав запрошення приїхати до Гааги, щоб визначити справжність групи італійських картин. Разом з Пітером ван Рюйвеном він визнав картини підробками. За іншими відомостями Вермер разом зі спадковим делфтським художником Гансом Йордансом засвідчували перед нотаріусом автентичність картин, що вважалися роботами Мікеланджело та Рафаеля. У цей період художник створює картину «Дівчина з перловою сережкою», яка в наш час визнана найвідомішою роботою Вермера та навіть «північною Мона Лізою». Він досить прискіпливо працював над кожною деталлю на картині, починав з коричневих і чорних фарб, потім додавав інші кольори, й лише потім переходив від фону до переднього плану. Сучасні дослідження визначили, що матеріали, які Вермер використовував при створенні фарб цієї картини, в XVII столітті коштували дорожче за золото. Невідомо, для кого вона була створена, але з часом потрапила до колекції одного з його покровителів, потім була продана його зятем і була загублена майже на 200 років. Після цього в 1881 році картина була придбана лише за два гульдени.
У 1672 році, що отримав назву «рік катастрофи», в країні розпочалася глибока криза, що була обумовлена цілим рядом непереборних факторів. На територію Республіки Об’єднаних провінцій Нідерландів вдерлися війська Англійського і Французького королівств, Кельнського курфюрства, Мюнстерського єпископства. Це викликало масову паніку серед населення, крамниці та інші заклади були зачинені. Лише через декілька років ситуація почала змінюватися на краще, але економіці країни було завдано великої шкоди. Через ці обставини ринок мистецтва зазнав краху, що своєю чергою негативно відбилося на діяльності Вермера як художника, так і торговця предметами мистецтва. Маючи багатодітну сім'ю на утриманні, він був змушений поступово втягуватися в боргові зобов'язання. У грудні 1675 року він, за словами його дружини, впав у такий розпач через фінансовий стан, що занедужав та помер впродовж наступних півтори доби. Це трактування було знайдене в листі Катаріни Вермер до Високого Суду Голландії та Фрисландії, в якому вона приписувала смерть чоловіка через стрес від фінансового стану та повідомляла, що залишилася годувальницею 11-ти дітей і просила дозволу на відстрочку виплати кредиторам. Суд призначив довіреною особою за наглядом за борговими зобов'язаннями Антоні ван Левенгука, який на той час іноді працював у міській ратуші. Саме він детально описав майно, яким володів Вермер. Згідно з записами після смерті останній залишив: будинок, який мав вісім кімнат на першому поверсі, що були наповнені картинами у кількості п'ятдесяти восьми штук (серед яких три картини Фабріціуса та дві Самюеля ван Гоґстратена), малюнками, одягом, стільцями та ліжками. У його майстерні, серед речей, що були не варті уваги, знаходилися два стільці, два мольберти, три палітри, десять полотен, письмовий стіл, дубовий стіл і невелика дерев'яна шафа з шухлядами. Показовим є те, що були відсутні будь-які розпочаті або незакінчені картини. Дев'ятнадцять робіт Вермера згідно з заповітом мали відійти його дружині та тещі. Надалі Катаріна була змушена продати місцевому пекареві дві з них, щоб погасити борги.

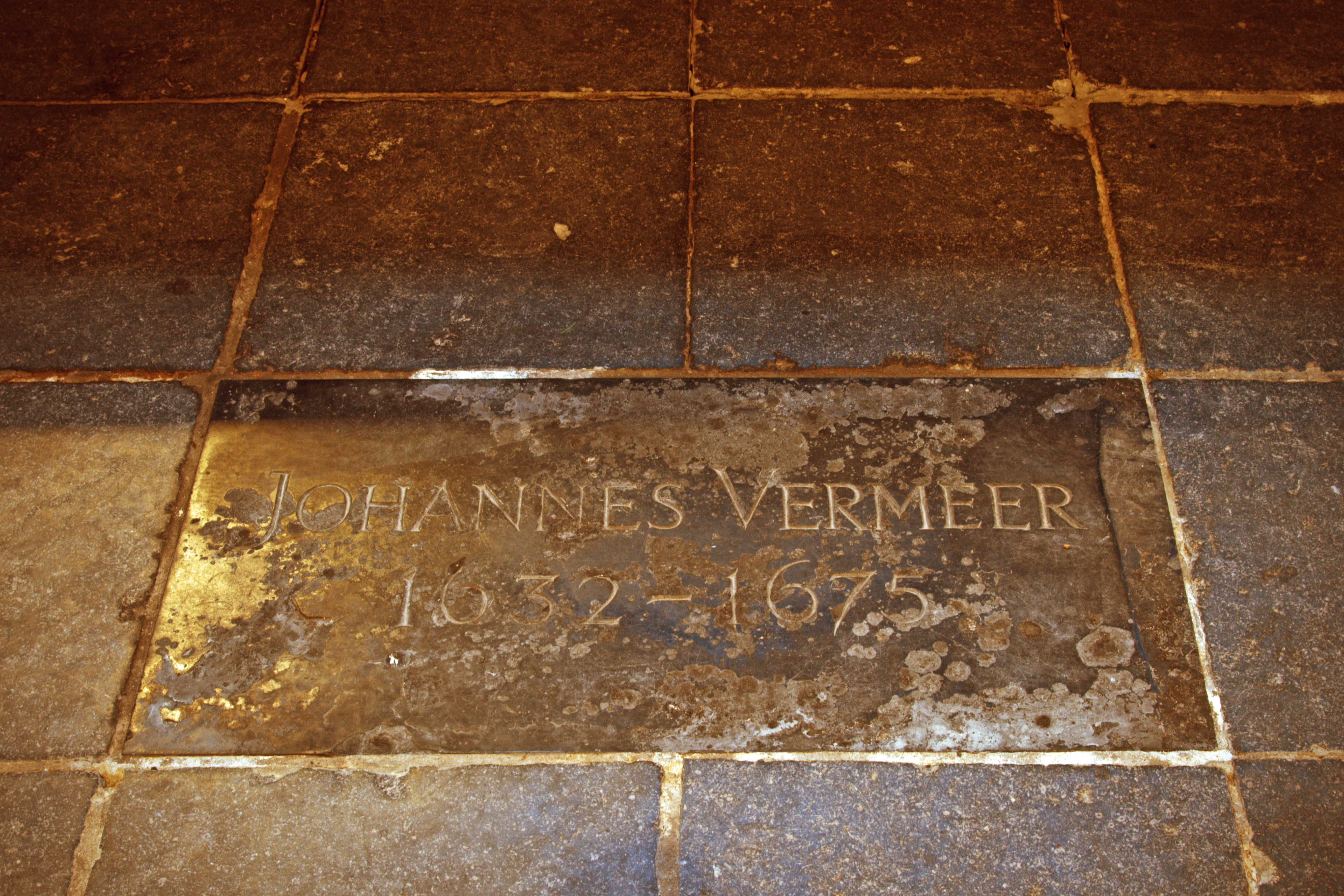
Надпис на підлозі Старої церкви в Делфті на місці могили Вермера.

Дослідник Джон Майкл Монтіас вважає, що художник помер або від серцевого нападу, або від інсульту. У реєстрі Старої церкви в Делфті зафіксовано, що поховання відбулося 15 грудня 1675 року. В записі зазначалося: «Ян Вермер, живописець з Ауде Лангендейк, в церкві, 8 дітей неповнолітніх». Це був один із рідкісних випадків використання імені «Ян», яке цілком ймовірно могли послуговуватися у побуті його рідні. Дивним залишається запис про вісім неповнолітніх дітей, адже на момент смерті художника їх було десять. Його поховання передбачало перебудову родинного склепу. Немовля, яке померло двома з половиною роками раніше, витягнули з могили, труну Вермера опустили до низу, а вже потім рештки дитини поклали зверху.
27 грудня 1680 року померла теща Вермера й Катаріна успадкувала все майно матері. У грудні 1687 року Катаріна відвідала родину своєї старшої доньки Марії. Під час гостин їй стало зле й 30 грудня вона померла. Була похована через три дні. Катаріна Вермер залишила після себе п'ятьох дітей, які ще не були одруженими.

## Творчий доробок
Неймовірним у наш час здається той факт, що художній доробок Вермера декілька століть залишався невідомим широкому загалу та мистецтвознавцям. Його творчість стала відомою лише в 1866 році, коли французький дослідник Теофіл Торе-Бюргер опублікував про художника монографію. Після цього всі наступні роки вчені займалися автентифікацією картин Вермера, кількість яких у різні часи коливалася від 35 до 40 штук. Наразі відомо про 35 картин, що офіційно віднесені до його авторства. Дослідження, підтвердження авторства картин Вермера стало доступним завдяки роботі Інститут історії мистецтв Нідерландів. Ця організація забезпечує всесвітній доступ до результатів дослідження та інформацію про нідерландське мистецтво в міжнародному контексті, як для музеїв, так і для академічної спільноти та громадськості.

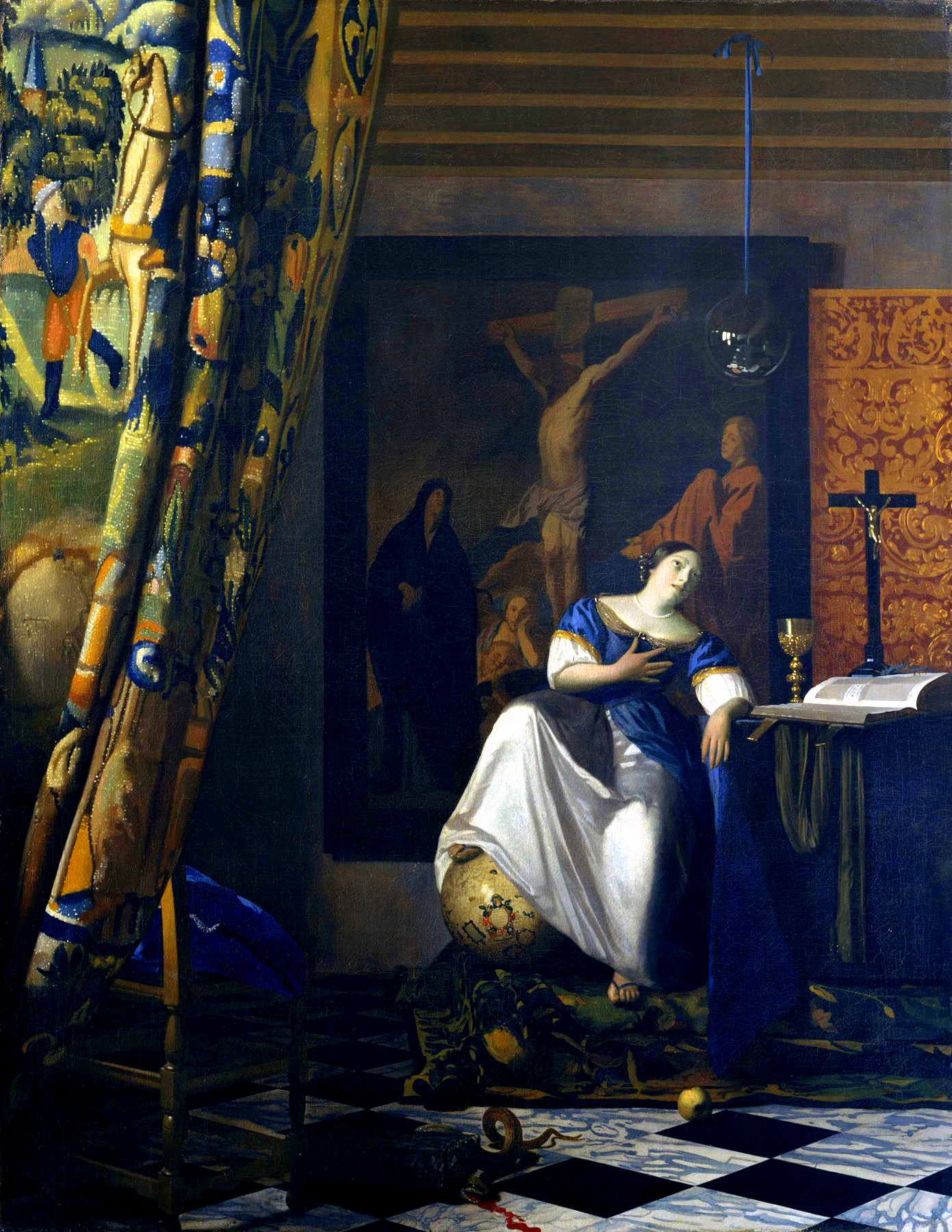
«Алегорія католицької віри» (1670—1674) — єдина з відомих картина Вермера, яка нетривалий час перебувала в Східній Європі (колекція Щукіна).

Вермер вніс за тих часів нове в жанровий живопис, по суті проклав дорогу імпресіонізму. Художню славу та визнання в XIX столітті він отримав за вміння залишити сюжет без динаміки, наповнити його тишею та спокоєм, передати світло й ілюзію розчинення предметів у середовищі. Вермер робив те, чого здебільшого сторонилися художники XVII століття, малював з натури, по суті створюючи перші зразки пленерного живопису («Маленька вулиця», «Краєвид Делфта»). Він поєднав широкий пензель з дрібним мазком, а пізній стиль був більш гладким. Найулюбленішими кольорами художника були блакитний, жовтий, синій, перловий («Портрет молодої дівчини»).
Вермер за життя був більше знаний як експерт із визначення підробок італійського живопису, а не як живописець. 1742 року курфюрст Саксонії, король Польщі та великий князь Литовський Август III придбав картину «Жінка, що читає листа». Монарх був впевнений, що заволодів однією з робіт ван Рейна й авторство Вермера було підтверджене лише в 1862 році. Визнання прийшло в 1822 році, після того як перший король Нідерландів Вільям I купив картину «Вид Делфта», яка вважалася роботою невідомого художника. Оскільки в суспільстві вважалося, що король не має права помилятися й не володіє відмінним смаком, про картину заговорили як про шедевр. Справжній автор був відкритий завдяки політичному журналістові Теофілу Торе, що став експертом мистецтвознавства й змінив ім'я на Вільгельм Бюргер, переховуючись від переслідування. Саме він почав збирати відомості про Вермера та довів, що його художній доробок знаходиться нарівні з Рембрандтом ван Рейном та Франсом Галсом. Відтоді картини художник почали з'являтися на антикварних ринках й стали об'єктом пошуку колекціонерів.
Цикл статей Вільгельма Бюргера (Торе) в «Gazette des Beaux Arts» в 1866 році буквально сколихнули художній світ Європи. Полотна Вермера стали знаходити в приватних колекціях, виставляти на продаж на аукціонах. Декілька картин було продано до США. У Російській імперії була лише одна картина «Алегорія католицької віри», яка перебувала в родині колекціонера західноєвропейського живопису — Щукіна Дмитра Івановича. Однак він не знав, хто був її автором і в 1898 році звернувся до Абрагама Бредіуса за допомогою. Експерт завірив Щукіна, що картина не являє собою цінності й вмовив продати. Через посередників власне сам Бредіус й придбав «Алегорію католицької віри» за 700 марок. Після цього він оголосив, що картина належить Вермеру й передав її на тимчасове зберігання до музею в Роттердамі.

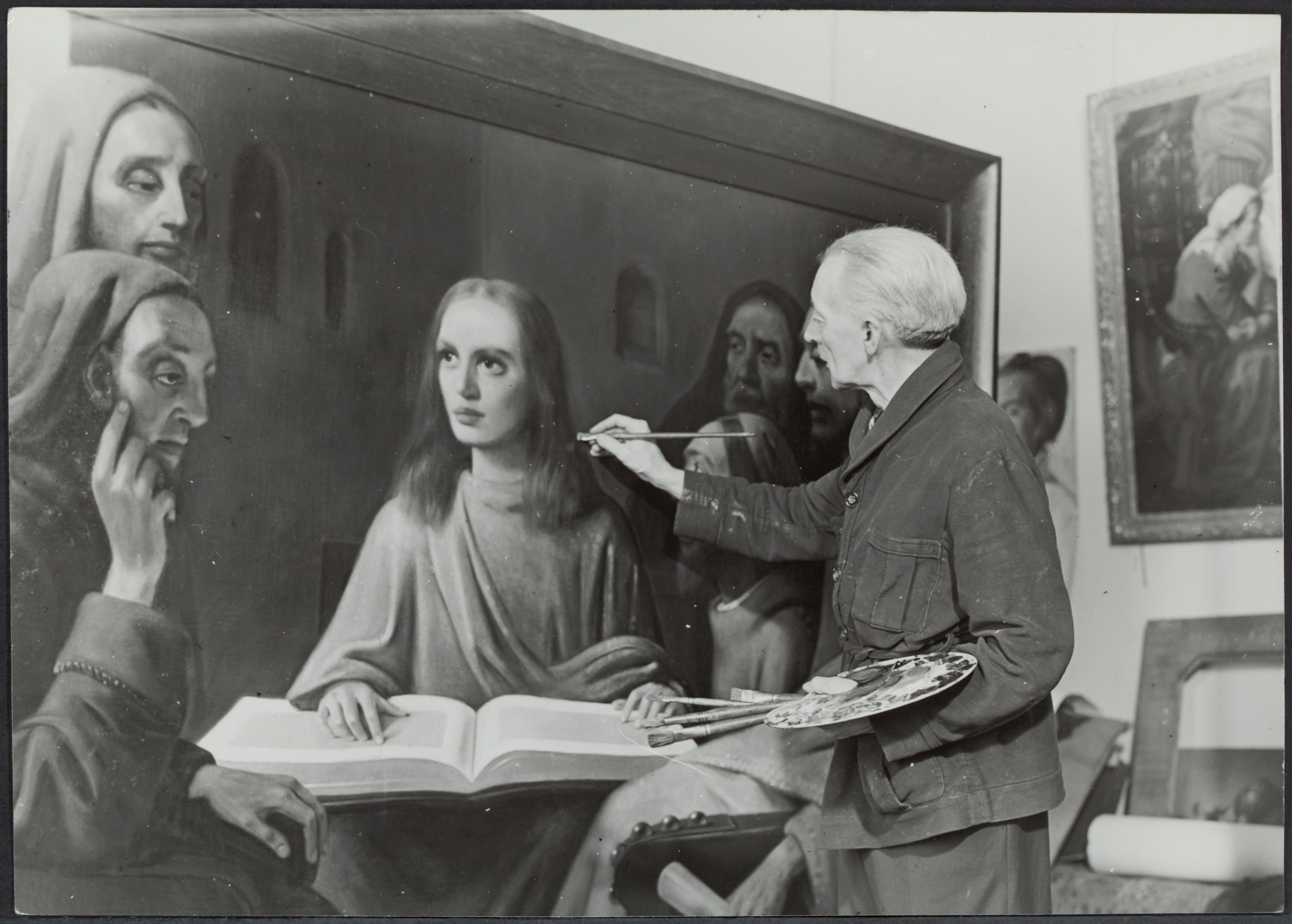
Ган ван Мегерен видавав свої роботи за картини Вермера.

Вермер зображував переважно побутові сцени й лише на ранньому етапі своєї творчості писав картини з релігійними або міфологічними сюжетами. Серед відомих його робіт є тільки одна релігійного жанру «Христос у домі Марфи і Марії» та одна з міфологічним сюжетом «Діана та її німфи». Саме цю прогалину вирішив заповнити в XX столітті голландський художник Ґан ван Мегерен. Він створив серію полотен та видавав їх за роботи Вермера. Впродовж шести років ван Мегерен працював над відтворенням матеріалів і технік Вермера, а також над процесом зістарення полотна (кракелюр). Зрештою йому вдавалося настільки блискуче копіювати стиль та палітру ряду голландських художників, що сучасні митці та дослідники визнавали картини оригінальними. Підробки ван Мегерена були викриті ним власноручно під час судового засідання стосовно продажу картин голландських художників нацистському високопосадовцеві Герману Герінгу. Останній через мережу посередників купив у ван Мегерена картину «Христос та перелюбниця», що видавалася за роботу Вермера, за 1 млн 650 тис. гульденів (за нинішнім курсом близько 7 млн доларів). Голландський суд висунув ван Мегерену звинувачення колабораціонізмі та продажу нацистам витворів мистецтва, що вважалися національним надбанням. Покаранням у цьому випадку могла бути смертна кара. Саме через це ван Мегерен був змушений зізнатися в фальсифікації робіт не тільки Вермера, але й Пітера де Гоха, Терборха, Галса. Загалом ван Мегерен створив 13 картин-підробок відомих художників, з яких 9 полотен нібито Вермера.

### Техніка
У науковому середовищі існує думка, що прогрес у реалістичності зображення в епоху Відродження не пов'язаний з розвитком техніки живопису та майстерності художників. Секрет полягав у тому, що вони використовували різні оптичні інструменти, як то камеру-обскуру, камеру-люціда, сферичні дзеркала. У середини XVII століття Клод Лоррен винайшов чорне дзеркало. Воно являє собою опукле чорне скло, яке «стискає» простір у компактну двовимірну картинку. Художнику залишається копіювати відображення в такому дзеркалі стоячи спиною до об'єкта. Саме такий пристрій міг бути «дзеркалом Вермера», про яке говорять дослідники художника. 1686 року Йоганнес Цан ,спираючись на креслення та розрахунки Леонардо да Вінчі, спроєктував портативну камеру-обскура, значно її вдосконаливши. Він вставив у камеру дзеркало, розташоване під кутом 45 градусів та проєктуюче зображення на матову горизонтальну пластину, що дозволяло художникам легко переносити пейзажі на папір не в перевернутому вигляді. Немає жодних документальних підтверджень, що Вермер користувався оптичними приладами. Вперше інформація про це з'явилася в 1891 році, коли американський графік Джозеф Пеннелл висловив припущення, що картина «Солдат та дівчина, що сміється» була написана за допомогою дзеркальних пристроїв. На його думку, дві фігури сидять дуже близько один до одного на куті стола, але зображення голови офіцера приблизно вдвічі ширше, ніж зображення усміхненої дівчини. Таким чином перспектива цілком правильна в геометричному сенсі: розбіжність виникає природно через те, що точка зору на картині фокусується на солдаті. У наш час добре відомі прийоми передачі об'єктів на передньому плані, які на знімках виглядають дуже великими. Однак Пеннелл виражав сумнів, що в живописі XVII століття ця техніка мала місце. Таким чином, якби Вермер та інші художники малювали людські фігури в такій композиції без використання дзеркальних пристроїв, фігури були б рівнішими за розміром.

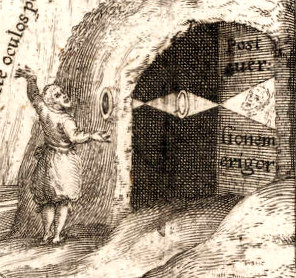
Принцип роботи камери-обскура.

Найвпізнаванішою рисою картин Вермера є їхня яскравість. Технічні експертизи продемонстрували, що художник, як правило, наносив сірий або охристий ґрунтовий шар на полотно. Він добре володів розумінням оптичних ефектів кольору й створював напівпрозорі ефекти, наносячи тонку глазур над цими шарами ґрунту. Крім того, його роботи наповнені використання маленьких крапок немодульованого кольору (модуляція — перехід від одного кольору до іншого за допомогою відтінків). Цей прийом Вермер використав для відображення будівель у воді («Краєвид Делфта»), шматків хлібу («Молочниця») та взагалі предметів на передньому плані. Пізній стиль Вермера чіткіший за характером, з більшою атмосферною чіткістю, ніж той, що виявлений на його картинах 1660-х років. Ретельно модульовані тони та кольори, які він використовував у попередніх роботах, поступилися місцем прямішому та лаконічнішому методу в 1670-х роках. До прикладу, він використовував чітко визначені площини кольорів та ритм, щоб передати відчуття емоційної енергії («Жінка, що пише листа зі служницею», «Дівчина, що грає на гітарі»).
Метод Вермера щодо нанесення фарби був одним з найвинахідливіших серед усіх голландських художників XVII століття. Дослідження свідчать про наполегливі пошуки найефективнішого способу передачі світлових ефектів за допомогою фарби. Вермер використовував декілька шарів фарби для досягнення різноманітних ефектів. Він не завжди повністю використовував метод сфумато (пом'якшення контурів фігур і предметів, яке дозволяє передати повітря, що закутує їх). Вермер свідомо змінював консистенцію своєї фарби, щоб досягти певних ефектів. Наприклад, він використовував такий метод, щоб зберегти сліди пензля як під фарбою, так і на ділянках з високим ступенем натиску.
Вивчаючи картини Вермера під збільшенням, дослідники виявляють не лише найдрібніші деталі, але й випадкові залишки, що надають уявлення про повсякденну роботу студії художника. На картинах «Дівчина, що сидить за вірджиналем», «Жінка біля вірджинела з чоловіком» та «Дівчина, що грає на гітарі» в оригінальному шарові фарби було знайдено велику кількість свинячих щетинок від пензля. Дослідники припускають, що це було викликано або сильним натиском, або пензлі були старі чи неякісні. Також було знайдено значну кількість пуху або відбитків пальців. Це може бути наслідком роботи над картиною протягом тривалого часу.
Вермер був майстром колористичних ефектів, але, як і більшість голландських живописців XVII століття, працював з обмеженою палітрою. Частіше за інші художник використовував ультрамарин. Іншими пігментами, що зустрічаються на його картинах, були: зелена земля, цинобровий, червоний лак та червона земля (лаки), свинцево-олов'яно жовтий, жовта земля та жовтий лак, кістяна чорна, сажа газова, свинцеві білила, азурит, смальта, індиго, пігмент фосфату заліза (можливо вівіаніт), мідно-зелений пігмент вердігріс, кармін, маддер.

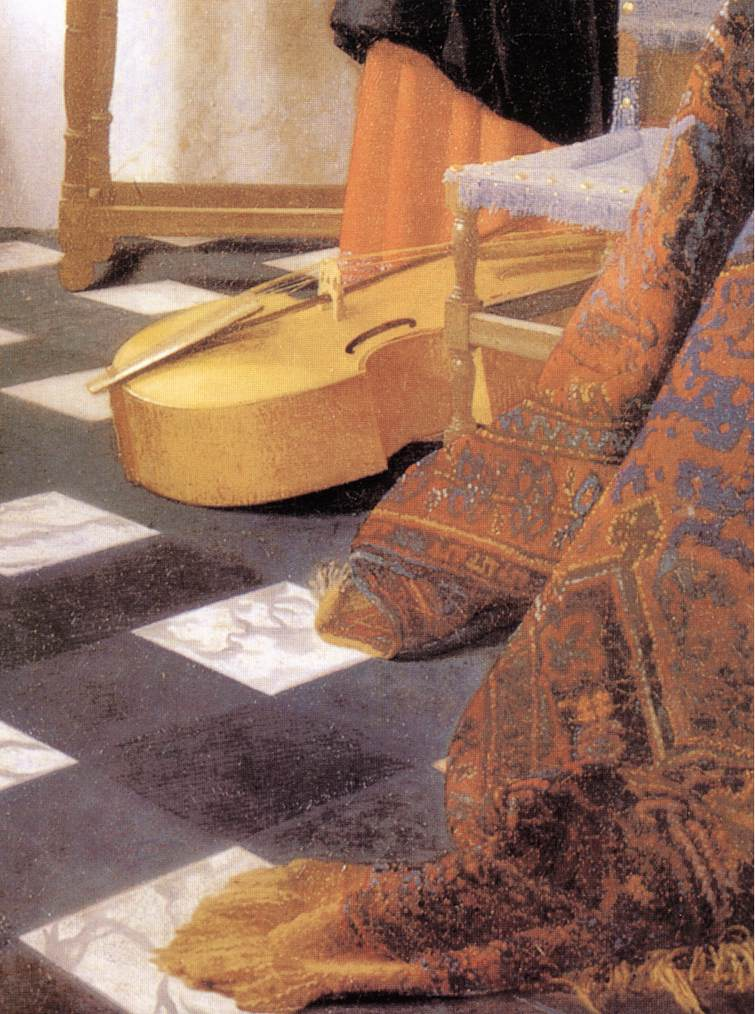
"Жінка біля вірджинела з чоловіком" (фрагмент картини).
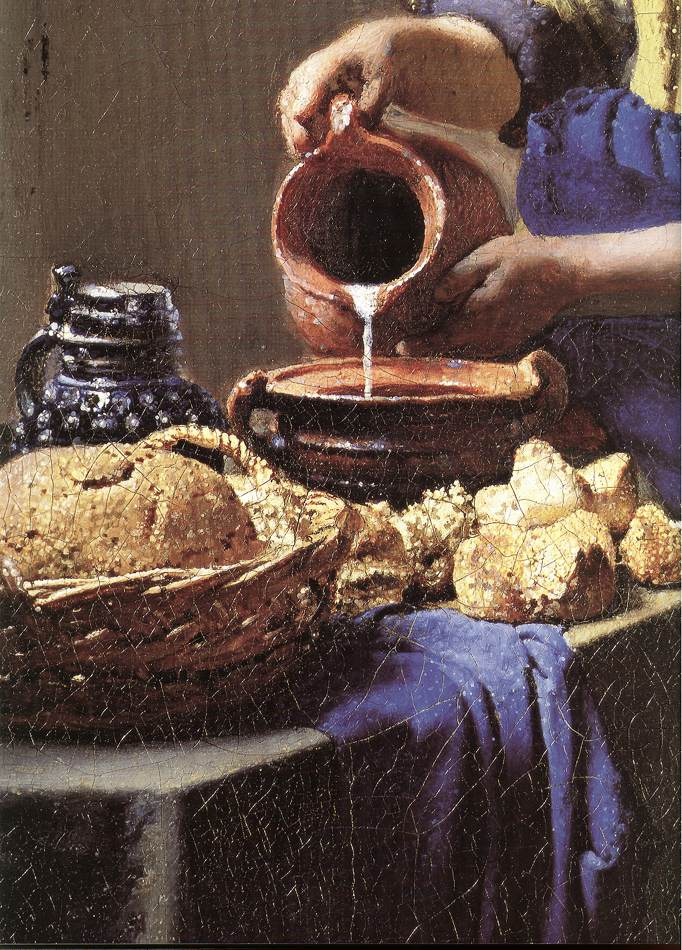
"Молочниця" — використання немодульованого кольору (фрагмент картини).
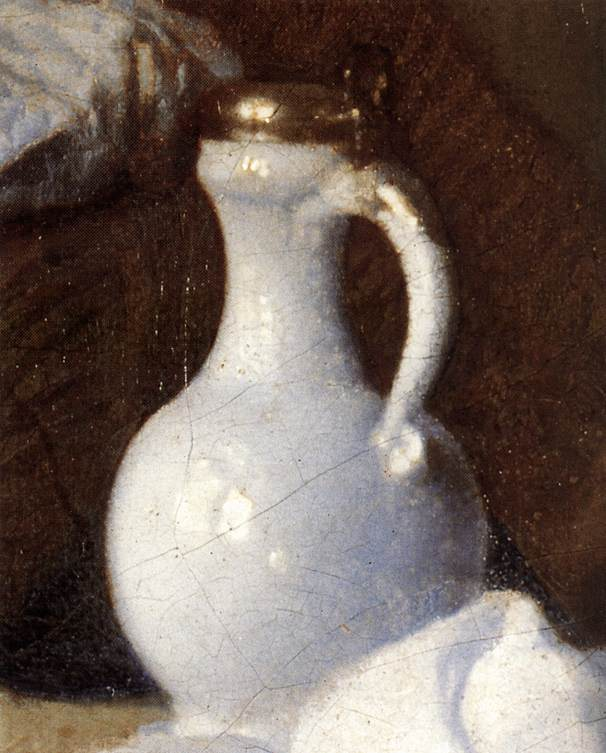
"Дівчина з келихом вина" — глечик з вином на столі (фрагмент картини).
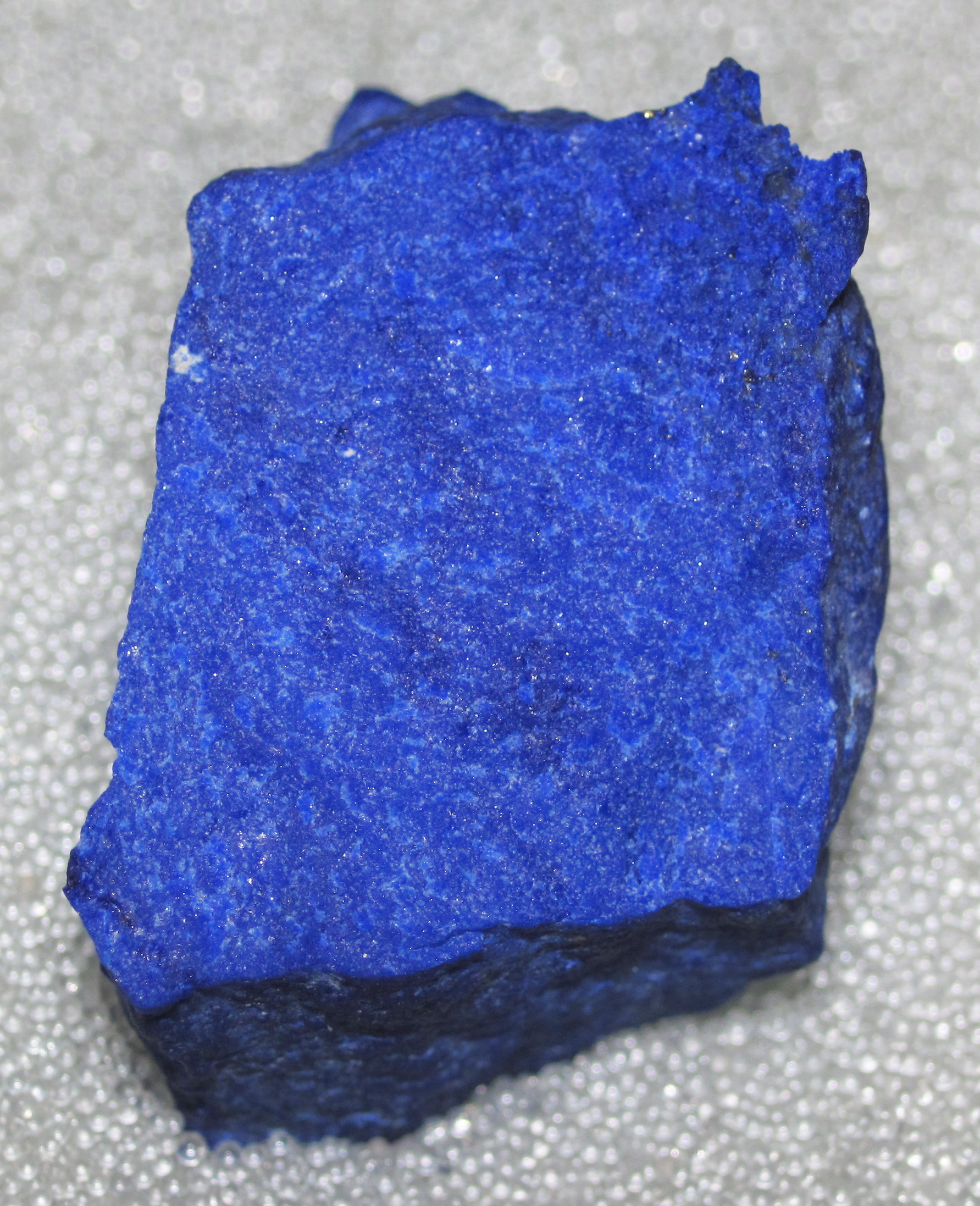
Найулюбленіший пігмент художника ультрамарин отримували з афганського лазуриту.
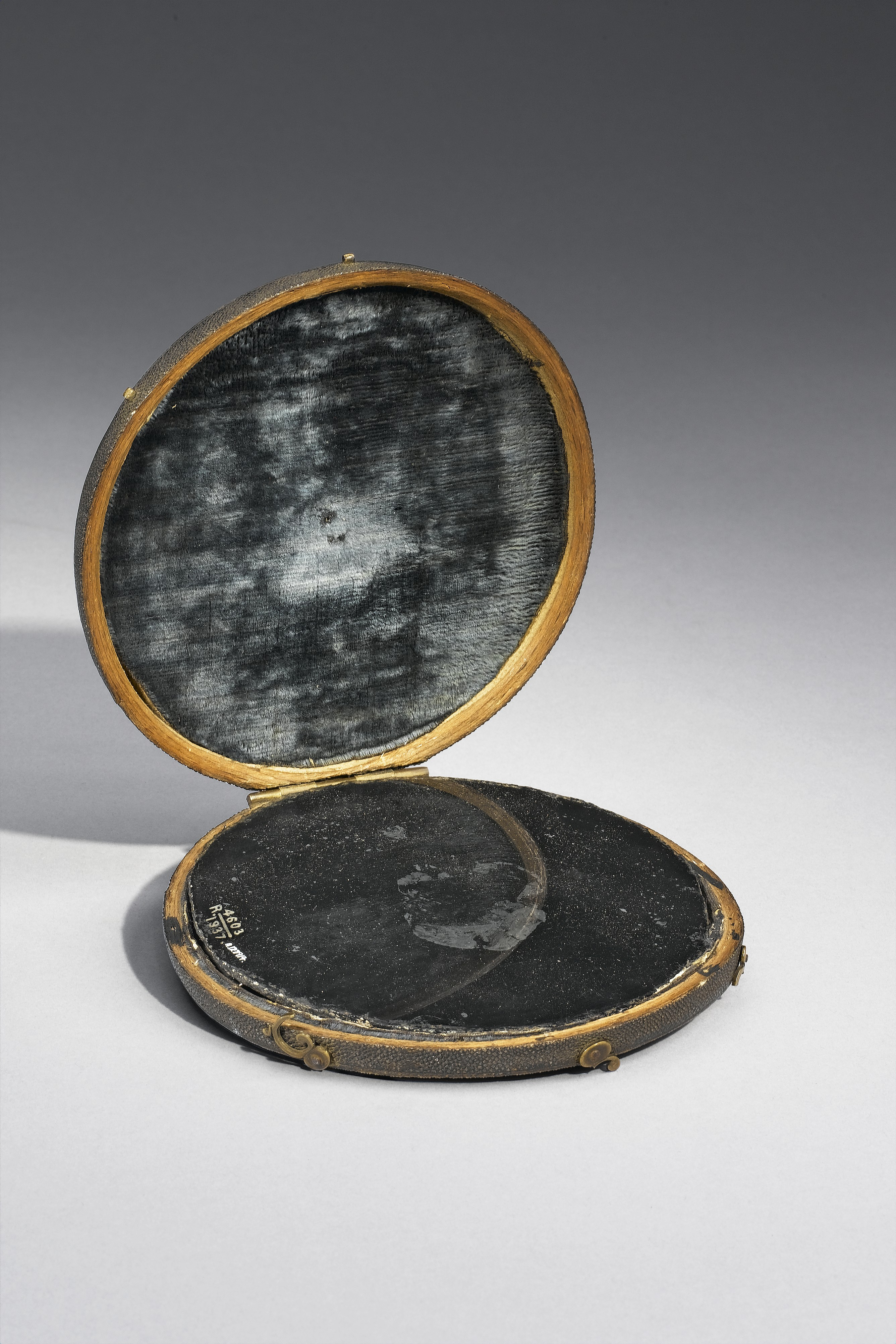
Чорне дзеркало («дзеркало Вермера») — пристрій, яким, ймовірно, користувався художник.

## Оцінка творчості

### Прибічники та послідовники
У XX столітті сюрреаліст Сальвадор Далі захопився роботами Вермера і створив свої власні варіації, включаючи «Привид Вермера Делфтського, здатний послужити й столом», а також «Мереживниця». Він говорив:
|  | Я — аж ніяк не божевільний і все ж я готовий відрізати свою праву руку, проте зовсім безкорисливо: я згоден це зробити за умови, що мені дано буде побачити Вермера Делфтського, який сидить за мольбертом і захоплено працює. Я навіть готовий погодитися на більше — я відразу ж й не вагаючись дозволю відрізати собі праве вухо, навіть обидва вуха відразу, якщо мені вдасться дізнатися секрет чарівної суміші, в яку той же Вермер, кращий з кращих (я не називаю його божественним, бо він найлюдяніший з усіх художників) вмочував свій незрівнянний пензель. |

Робота Бенксі «Дівчина з перловою сережкою» на будівлі у Бристолі, Велика Британія.

Данський художник Вільгельм Гаммерсгей адаптував спокійні побутові інтер'єри Вермера під власні сюжети. Він створив власну версію «Жінки, що читає листа» змінивши композицію та палітру кольорів.
|                                    | Відроджується nature morte, не можна не любити Вермера. Дивна назва — nature morte — „мертва природа“…Хіба мертві будинки, хіба мертві меблі, хіба не живе фаянс, бронза, полотна картин? …Вермер завжди ясний та логічний, він говорить завжди лаконічно. У цій простоті, у відсутності „вигадки“ — величезна моральна сила наївної мудрості. Вермер пряма протилежність Рембрандту. |
| — Барон Миколай Єгорович Врангель, | |

Анонімний британський графіті-художник Бенксі переосмислив і відтворив картину «Дівчина з перловою сережкою» на будівлі в Бристолі, Велика Британія. Замість перлової сережки він використав охоронну сигналізацію на стіні.
Джон Майкл Монтіас вважав, що предмети та об'єкти й те, як він їх зображав, були вкорінені в його свідомість на початку творчого шляху й залишалися незмінними до середини життя. Його стиль і зміст картин еволюціонували ближче до кінця життя, але це було викликано не обов'язково під впливом грошових негараздів і труднощів, як то виховання одинадцяти дітей.

### Критики та скептики
Тім Дженісом (англ. Tim Jenison), дослідник художніх технік у мистецтві та засновник компанії NewTek, за допомогою тривимірного моделювання LightWave 3D досліджував картини Вермера. Він заявив, що голландець не створив нічого революційного в живописі, а його відомі роботи були створені штучно за допомогою технічних пристроїв, таких як лінзи, дзеркала та камера-обскура. Використовуючи ці прилади, Дженісон написав майже ідентичну копію картини «Жінка біля вірджинела з чоловіком». Цьому випадку був присвячений фільм «Tim's Vermeer», який отримав схвальні відгуки у глядачів, але зазнав критики від фахівців з живопису та мистецтва.
Мистецтвознавець Блейз Дюко (фр. Blaise Ducos) заявляв наступне: «Вермер подорожував і бачив твори інших художників, інакше він просто не міг бути так добре обізнаний про все, що відбувалося. Як і Рембрандт, він ніколи не залишав своєї країни, але він не був і відлюдником Делфта, працюючи на самоті у своїй маленькій студії». За його переконанням, Вермер був знайомий з творчістю Ґерарда Терборха й скопіював сюжет з картини «Дівчина, яка пише листа» (бл. 1655—1656), створивши свою версію під назвою «Дівчина, що пише». Образ жінки, яка пише, ймовірно, любовного листа в темній кімнаті, виник саме у Терборха, картина якого є першим відомим випадком використання цього сюжету серед тогочасних голландців. Дюко стверджує, що Вермер напевно бачив роботу Терборха або в майстерні останнього в Девентері, або у якогось колекціонера в Роттердамі.
Американський історик мистецтв, куратор відділу голландського та фламандського живопису музею мистецтва Метрополітен Вальтер Лідтке свого часу звинувачував Вермера в проявах сексизму. На його думку, мінімум за два століття до народження Вермера доярки та покоївки мали репутацію жінок, схильних до любовних утіх. Як і багато інших, Вермер перейняв цю тему й використовував у своїх картинах, де яскравим прикладом може слугувати — «Молочниця». Він зазначав, що:
|  | Імовірно, Вермер та глядачі його картин могли знати й насолоджуватися тим, що, окрім приготування хліба, молочниця займається й дещо іншим. Підкреслені художником огрядні форми молочниці засвідчують її доступність. Разом з тим, на інших картинах заможні жінки або дівчата зображені більш витонченими. |

## Вшанування пам'яті
Перша повноцінна виставка присвячена творчості Вермера відбулася в 1929 році в Лондоні. «Виставка голландського мистецтва 1400—1900» (англ. Exhibition of Dutch Art 1450-1900) тривала з 4 січня по 9 березня. За підтримки Королівської академії мистецтв було зібрано 13 картин художника та таких, які були віднесені до його авторства. Одразу дві вставки відбулися в 1935 році в Нідерландах. На початку року в Роттердамі за сприяння музею Бойманса — ван Бенінгена була проведена виставка «Вермер: походження та вплив, Фабріціус, де Гох, де Вітт» (нід. Vermeer: Oorsprong en Invloed, Fabritius, De Hooch, De Witte), на якій було зібрано 8 картин. Восени в Амстердамі Державний музей провів «Виставку Вермера присвячену офіційному відкриттю музею 13 липня 1885» (нід. Vermeer tentoonstelling : ter herdenking van de plechtige opening van het Rijksmuseum op 13 Juli, 1885), на якій було сім картин. Наступна велика виставка творчості Вермера відбулася в 1966 році в Королівській галереї Мауріцгейс. «У світлі Вермера» (нід. In het licht van Vermeer) представлено на огляд 10 картин художника. У вересні 1966 року в Парижі 12 робіт голландця були зібрані в рамках тієї ж виставки «У світлі Вермера» (фр. Dans la lumière de Vermeer) в музей Оранжері. Найповніша виставка картин Вермера відбулася в період з листопада 1995 по лютий 1996 року в Національній галереї мистецтв в США. Було зібрано 21 картину. Після цього вони були відправлені для показу в Королівській галереї Мауріцгейс, який тривав з березня по червень 1996 року. Остання масштабна виставка присвячена творчості Вермера відбулася в період з жовтня 2017 по січень 2018 року в США. За сприяння Національної галереї мистецтв було зібрано 10 картин у рамках виставки «Вермер та майстри жанрового живопису: натхнення та суперництво» (англ. Vermeer and the Masters of Genre Painting: Inspiration and Rivalry).
У 2014 році в рамках Одеського кінофестивалю відбувся спеціальний показ кінострічки «Дівчина з перлинною сережкою». Фільм представляв відомий британський режисер і глава журі Міжнародної конкурсної програми Пітер Веббер.
21 жовтня 1982 року українська вчена Карачкіна Людмила Георгіївна відкрила астероїд та назвала його на честь Вермера.